# Chaussee von Wesel nach Meinerzhagen
Die Chaussee von Wesel nach Meinerzhagen war eine Verbindung des Steinkohlereviers im Ruhrgebiet mit den Erzlagerstätten im Sauerland und Siegerland. Sie gehörte zu den ersten Fernstraßen in Preußen. Die Straße war teilweise gepflastert, deshalb wurde ursprünglich ein Wegegeld erhoben.

## Wesel – Steele
Im Herzogtum Kleve befand sich die Straße auf preußischem Territorium und begann am Rhein-Lippe-Hafen Wesel.
Durch Verhandlungen mit Fürstäbtissin Maria Kunegunde vom Reichsstift Essen wurde erreicht, dass die Strecke über Oberhausen, Borbeck, Essen und Steele weitergeführt werden konnte.

## Steele – Bochum

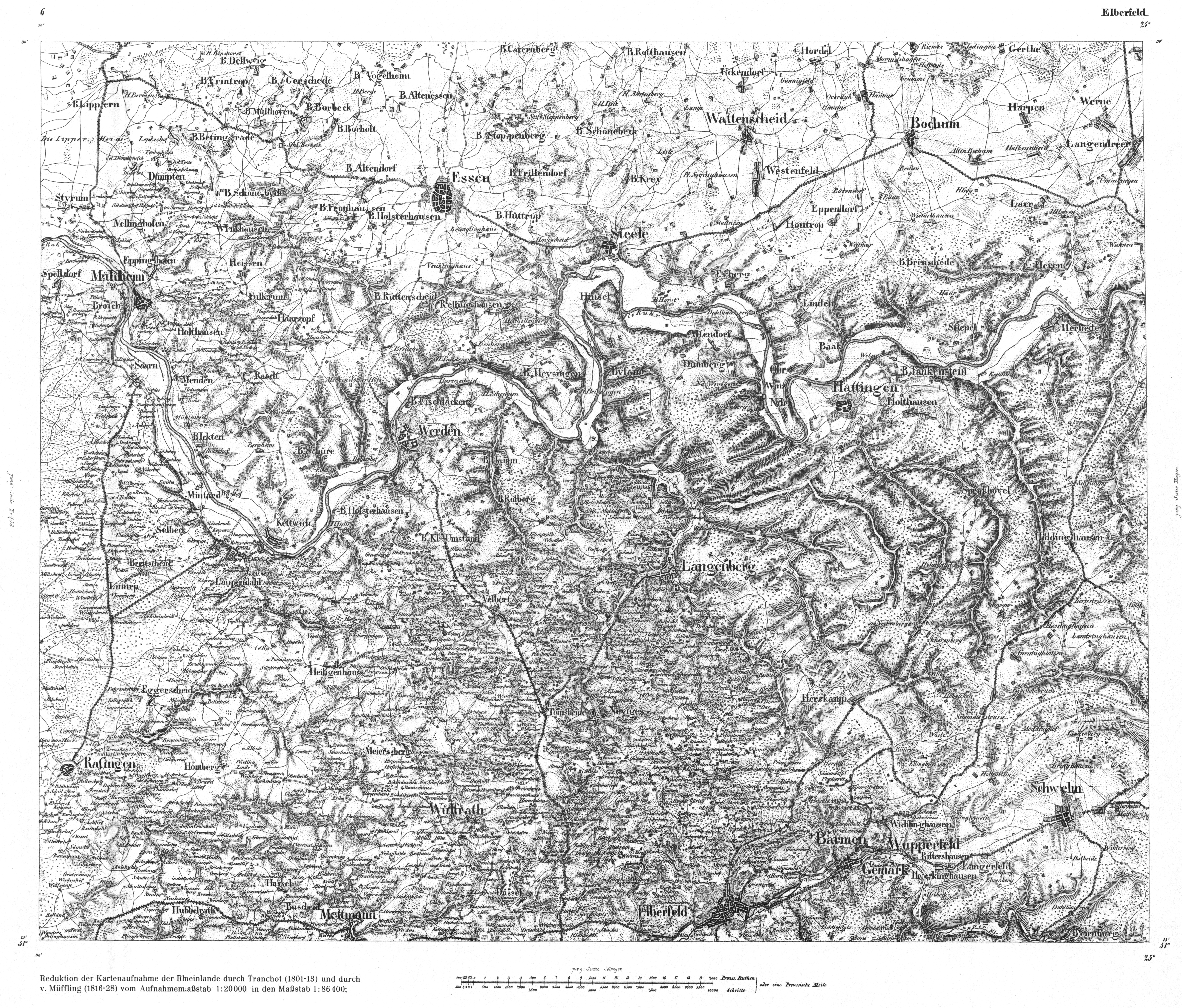
Situation um 1820 zwischen Essen und Witten

Der Abschnitt von Steele nach Bochum wurde vom Freiherrn vom Stein 1787 festgelegt und 1794 fertiggestellt. Sie führt von Essen über Steele, Sevinghausen, Höntrop, Stahlhausen bis Bochum-Mitte. 
In Steele führt sie durch den Ortskern. Steele war eine eigenständige Stadt und ist heute ein Mittelzentrum in der Stadt Essen. Der Abschnitt der Bochumer Straße zwischen Grendplatz und Grenoblestraße enthält noch historische Architektur des ansonsten stark umgebauten Stadtteils (Flächensanierung statt Objektsanierung). In Essen heißt der nach Osten folgende Abschnitt Bochumer Landstraße.
An der Grenze zwischen Essen und Wattenscheid ragt eine Stele mit der Inschrift „PW | PR“ aus dem Boden. Sie markiert die neue Grenze zwischen der Provinz Westfalen und dem Rheinland, nachdem Königssteele am 1. April 1926 zu Steele eingemeindet worden war.
In Bochum heißt die Straße Wattenscheider Hellweg, Essener Straße und Alleestraße. Sie folgt in Teilen dem Hellweg als Höhenweg über die Wasserscheide zwischen Ruhr und Emscher und hat einen guten Fernblick. Sie umgeht das nördlich der Straße gelegene Wattenscheid, wo Ahbach, die Radbecke und der Leithebach für einen eher morastigen Untergrund gesorgt hätten. Sie führt hier unter anderem im Ortsteil Stalleicken von Sevinghausen an der Pilgerkapelle St. Bartholomäus und dem Heimatmuseum Helfs Hof vorbei. Vor Höntrop kreuzt sie die Landstraße 651. In Stahlhausen passiert sie das Thyssen-Krupp-Haus und das Gelände des Bochumer Vereins mit dem Westpark und der Jahrhunderthalle.

## Bochum – Crengeldanz
Bereits 1789 wurde die Chaussee von Bochum nach Witten-Crengeldanz fertiggestellt.

## Crengeldanz – Meinerzhagen
Der weitere Verlauf führte über Herdecke, Hagen, Breckerfeld bis nach Meinerzhagen.